# Nochascypha filicina
Nochascypha filicina är en svampart som först beskrevs av Petter Adolf Karsten, och fick sitt nu gällande namn av Agerer 1983. Nochascypha filicina ingår i släktet Nochascypha och familjen Marasmiaceae.   Inga underarter finns listade i Catalogue of Life.
I den svenska databasen Dyntaxa används istället namnet Flagelloscypha filicina för samma taxon.  Arten har ej påträffats i Sverige.